# New Strawn (Kansas)
New Strawn es una ciudad ubicada en el condado de Coffey en el estado estadounidense de Kansas. En el año 2010 tenía una población de 394 habitantes y una densidad poblacional de 171,3 personas por km².

## Geografía
New Strawn se encuentra ubicada en las coordenadas 38°16′N 95°44′O / 38.267, -95.733 (38.2628, -95.7411).

## Demografía
Según la Oficina del Censo en 2000 los ingresos medios por hogar en la localidad eran de $64,125 y los ingresos medios por familia eran $70,250. Los hombres tenían unos ingresos medios de $48,750 frente a los $26,944 para las mujeres. La renta per cápita para la localidad era de $22,288. Alrededor del 2.4% de la población estaban por debajo del umbral de pobreza.